# Konrad Ehrensberger
Konrad Martin Ehrensberger (* 27. März 1936 in Burgbernheim; † 1. Dezember 2009 in Sande) war ein Flottillenadmiral der Deutschen Marine.

## Militärische Laufbahn
Nach dem Abitur fuhr Ehrensberger zunächst auf Handelsschiffen zur See. Im Januar 1956 trat er als Angehöriger der ersten Crew von Offizieranwärtern (Crew I/56) in die neu gegründete Bundesmarine ein und wurde an der Marineschule Mürwik in Flensburg-Mürwik zum Marineoffizier ausgebildet. Anschließend diente er auf Booten der Flottille der Minenstreitkräfte. Von Oktober 1963 bis Oktober 1964 war er Schiffsoperationsoffizier auf der Fregatte Karlsruhe.
Von 1966 bis 1968 nahm er am 8. Admiralstabslehrgang an der Führungsakademie der Bundeswehr in Hamburg teil. Anschließend wurde er Erster Offizier auf der Fregatte Braunschweig. Von Oktober 1975 bis März 1977 war Ehrensberger Kommandant der Fregatte Braunschweig und anschließend bis September 1978 Kommandeur des 2. Geleitgeschwaders. Von 1978 bis 1983 leitete er die Operationsabteilung im Flottenkommando bei Mürwik und wurde danach Leiter der Stabsabteilung IV, Organisation, im Führungsstab der Marine.
Zum Flottillenadmiral befördert war Ehrensberger von März 1985 bis September 1988 Kommandeur der Zerstörerflottille. Anschließend wurde er Befehlshaber der Seestreitkräfte der Nordsee und im Oktober 1993 stellvertretender Kommandeur des Marineunterstützungskommandos. Am 30. Juni 1994 trat Ehrensberger in den Ruhestand.
Ehrensberger ist verheiratet und hat eine Tochter.